# Batscap
Batscap est un département de la société Blue Solutions spécialisé dans la conception d'accumulateurs lithium et de supercondensateur.

## Historique
Créée en 2001 par le groupe Bolloré, Batscap se spécialise dans le développement et l'industrialisation des accumulateurs au lithium et des supercondensateurs. Électricité de France détient 5 % des parts (en 2007),.  
L'usine de production historique est située à Ergué-Gabéric dans le Finistère.
L'entreprise a annoncé en mars 2007 l'acquisition de Avestor auprès de la société d'état canadienne Hydro-Québec et privée américaine Anadarko. BatScap dispose d’une seconde installation de 12 000 m2 à Boucherville, au Canada. Cette entreprise québécoise possède son propre nom, BatHium.

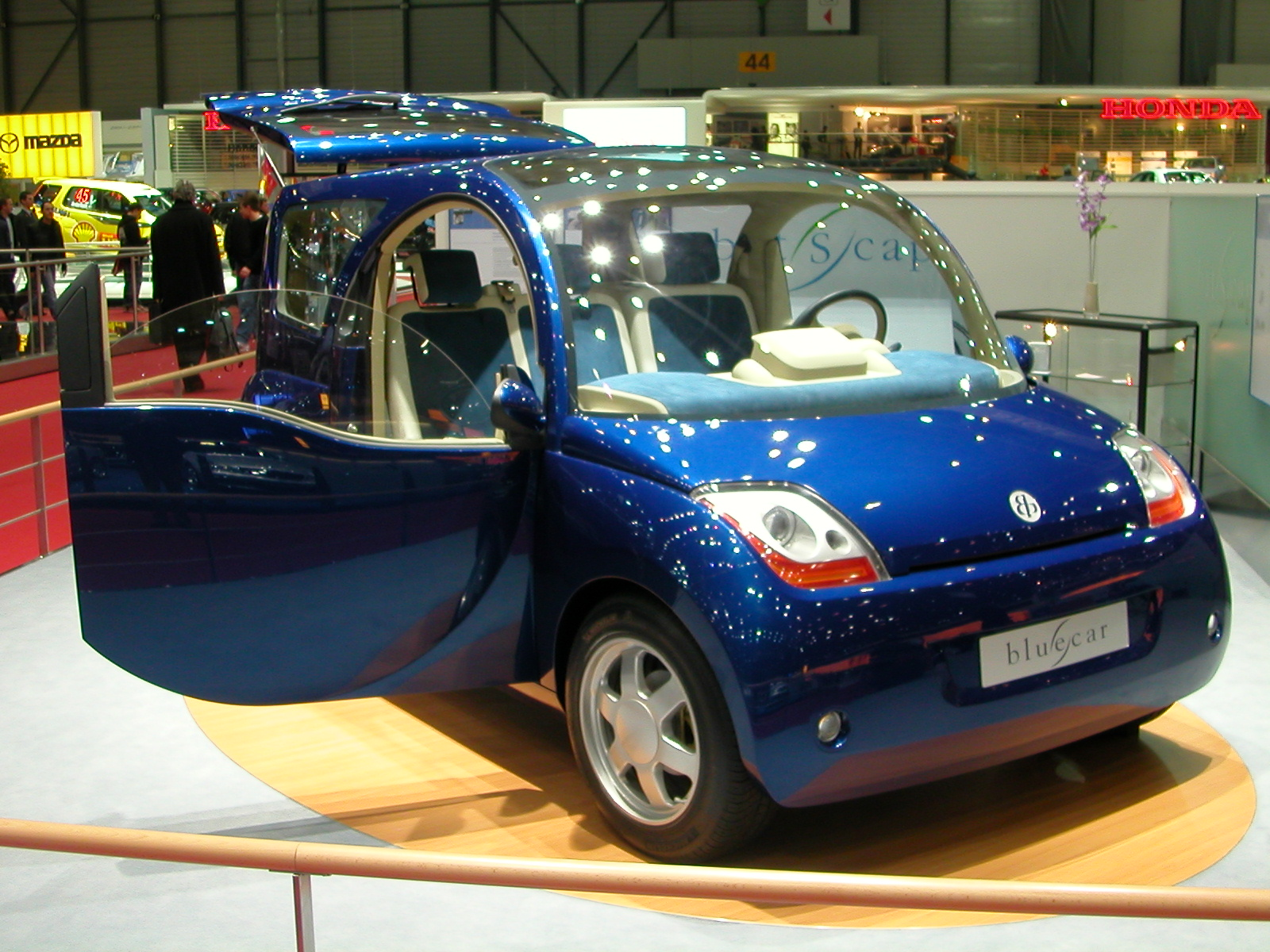
L'accumulateur lithium développé par la société Batscap est utilisé dans la nouvelle Blue Car (salon de Genève en 2005).

## Domaines d'activités
Les applications de la technologie développée par l'entreprise incluent la voiture électrique (comme tampon d'énergie entre le variateur de vitesse et les batteries d'accumulateurs), mais aussi tous les cas de stockage d'énergie électrique avec des conditions climatiques extrêmes (par exemple : démarreur de locomotives, contrôle d'orientation des pales des éoliennes).
Batscap a passé des contrats d'approvisionnement stratégique avec l'entreprise de chimie Solvay. Notamment, à partir de 2012, Solvay fournit du sel de lithium (LiTFSI), qui est utilisé dans les batteries Lithium-Metal-Polymer (LMP),.